# Nacrt:Bojan Matić
Bojan Matić (rođen 12. septembra 1987. u Kragujevcu) je srpski pesnik, višestruko nagrađivani autor i član književnog kluba „Abrašević“. Njegove pesme su izvodjene u Beogradskom pozorištu i na Radiju Beograd, gde ih često izvodi umetnica Dušica Popović Ševarlić. Matićeva dela su prevedena i dostupna u više od deset zemalja.

## Biografija
Bojan Matić se književno afirmisao početkom 2010-ih, objavljujući poeziju u časopisima i na književnim večerima. Član je kulturno-umetničkog društva „Abrašević“ u Kragujevcu.
Tokom svoje karijere dobio je više nagrada, među kojima je najznačajnija nagrada „Vladimir Jagličić“ za najboljeg kragujevačkog autora na Đurđevdanskim svečanostima 2025. godine. Njegove knjige su deo nagrada za odlične učenike u školi „Julijana Catić“ u Kragujevcu.

## Bibliografija
- Teatar snova (2019)
- Otisak duše (2022)
- Priče – između dve tišine (u pripremi, 2025)

## Značajne pesme
- „Otisak duše“
- „Noćas ubijam pesnika u sebi“
- „Osamnaest“
- „Kaja“
- „Sanjar i gitara“
- „Da sam samo mogao“
- „Mislim da je Vivaldi…“
- „Zavičajna pesma“
- „Pesma Slavuja…“
- „San letnje noći…“
- „Vidiš li, Bože?…“
- „Pesma sa licem žene“

## Medijski nastupi
Matić se pojavljivao na književnim festivalima i televizijskim emisijama, među kojima se ističe emisija „Mozaik“ i "Šarenica".Aktivno održava svoj YouTube kanal na kojem objavljuje snimke recitacija i nastupa.

## Nagrade
- „Vladimir Jagličić“ – za najboljeg kragujevačkog autora (Đurđevdanske svečanosti, 2025)
- Ostale lokalne i regionalne nagrade (2018–2025)

## Spoljašnje veze
- @bojanmatic9086